# Unione per la Difesa della Repubblica
L'Unione per la Difesa della Repubblica (in francese Union pour la défense de la République, UDR) è stato un partito politico francese, attivo nel 1968.
Il soggetto, fondato da Charles de Gaulle, si presenta come evoluzione dell'Unione per la Nuova Repubblica.
Si trasforma i seguito nell'Unione dei Democratici per la Repubblica, da cui evolverà il Raggruppamento per la Repubblica (nel 1976) ed infine l'Unione per un Movimento Popolare (nel 2002).

## Storia dei movimenti gollisti
- 1947–1955: Raggruppamento del Popolo Francese (RPF)
- 1955–1956: Unione dei Repubblicani per l'Azione Sociale (URAS)
- 1956–1958: Repubblicani Sociali (RS)
- 1958–1962: Unione per la Nuova Repubblica (UNR)
- 1962–1967: Unione per la Nuova Repubblica - Unione Democratica del Lavoro (UNR-UDT)
- 1967–1968: Unione dei Democratici per la Quinta Repubblica (UD-Ve)
- Giugno 1968: Unione per la Difesa della Repubblica (UDR)
- 1968–1976: Unione dei Democratici per la Repubblica (UDR)
- 1976–2002: Raggruppamento per la Repubblica (RPR)